# Brian Cook
Brian Joshua Cook (ur. 4 grudnia 1980 w Lincoln) – amerykański koszykarz, grający na pozycji silnego skrzydłowego.
W 1999 został uznany najlepszym zawodnikiem szkół średnich stanu Illinois (Illinois Mr. Basketball), wystąpił w meczu gwiazd McDonald’s All-American, został też zaliczony do II składu Parade All-American.
Cook został wybrany z 24 numerem draftu 2003 przez Los Angeles Lakers, gdzie spędził 5 sezonów. Później grał w Orlando Magic, Houston Rockets, Los Angeles Clippers i Washington Wizards.

## Osiągnięcia
Na podstawie, o ile nie zaznaczono inaczej.
NCAA
- Uczestnik rozgrywek:
  - Elite 8 turnieju NCAA (2001)
  - Sweet 16 turnieju NCAA (2001)
  - II rundy turnieju NCAA (2000–2003)
- Mistrz:
  - turnieju konferencji Big 10 (2003)
  - sezonu regularnego Big 10 (2001, 2002)
- Zawodnik roku Big Ten (2003)[2]
- Most Outstanding Player (MOP=MVP) turnieju Big Ten (2003)[3]
- Laureat Chicago Tribune Silver Basketball (Big Ten MVP - 2003)
- Najlepszy pierwszoroczny zawodnik Big Ten (2000)[4]
- Zaliczony do:
  - I składu:
    - Big Ten  (2003)
    - turnieju Big Ten (2000, 2003)
    - pierwszoroczniaków Big Ten (2000)

  - II składu:
    - All-American (2003 przez Sporting News)
    - Big Ten (2001 przez media, 2002)

  - III składu:
    - All-American (2003 przez Associated Press, NABC)
    - Big Ten (2001 przez trenerów)

Inne
- Mistrz Portoryko (2013)

Reprezentacja
- Mistrz świata U–21 (2001)